# Tiffany James
Tiffany James-Rose (ur. 31 stycznia 1997) – jamajska lekkoatletka specjalizująca się w biegach sprinterskich.
W 2012 zdobyła dwa złote medale juniorskich mistrzostw Ameryki Środkowej i Karaibów. Rok później została brązową medalistką mistrzostw świata juniorów młodszych na dystansie 400 metrów. Złota medalistka CARIFTA Games.

## Osiągnięcia
| Rok  | Impreza                                                  | Miejsce      | Konkurencja                        | Lokata     | Wynik           |
| ---- | -------------------------------------------------------- | ------------ | ---------------------------------- | ---------- | --------------- |
| 2012 | Mistrzostwa Ameryki Środkowej i Karaibów juniorów (U-18) | San Salvador | bieg na 400 metrów                 | 1. miejsce | 55,09           |
| 2012 | Mistrzostwa Ameryki Środkowej i Karaibów juniorów (U-18) | San Salvador | sztafeta 4 × 400 metrów            | 1. miejsce | 3:43,41         |
| 2013 | Mistrzostwa świata juniorów młodszych                    | Donieck      | bieg na 400 metrów                 | 3. miejsce | 53,56           |
| 2014 | Mistrzostwa świata juniorów                              | Eugene       | bieg na 400 metrów                 | półfinał   | 54,06           |
| 2016 | Mistrzostwa świata juniorów                              | Bydgoszcz    | bieg na 400 metrów                 | 1. miejsce | 51,32           |
| 2016 | Mistrzostwa świata juniorów                              | Bydgoszcz    | sztafeta 4 × 400 metrów            | 2. miejsce | 3:31,01         |
| 2018 | Halowe mistrzostwa świata                                | Glasgow      | sztafeta 4 × 400 metrów            | –          | DSQ (elim.)     |
| 2018 | Athletics World Cup                                      | Londyn       | sztafeta 4 × 400 metrów            | 2. miejsce | 3:24,29         |
| 2018 | Igrzyska Ameryki Środkowej i Karaibów                    | Barranquilla | bieg na 400 metrów                 | 1. miejsce | 52,35           |
| 2018 | Igrzyska Ameryki Środkowej i Karaibów                    | Barranquilla | sztafeta 4 × 400 metrów            | 2. miejsce | 3:30,67         |
| 2018 | Mistrzostwa NACAC                                        | Toronto      | sztafeta 4 × 400 metrów            | 2. miejsce | 3:27,56         |
| 2019 | Młodzieżowe mistrzostwa NACAC                            | Querétaro    | bieg na 400 metrów                 | eliminacje | 55,22           |
| 2019 | IAAF World Relays                                        | Jokohama     | sztafeta 4 × 400 metrów            | 5. miejsce | 3:28,30         |
| 2019 | Igrzyska panamerykańskie                                 | Lima         | sztafeta 4 × 400 metrów            | 3. miejsce | 3:27,61         |
| 2019 | Mistrzostwa świata                                       | Doha         | sztafeta mieszana (4 × 400 metrów) | 2. miejsce | 3:11,78         |
| 2019 | Mistrzostwa świata                                       | Doha         | sztafeta 4 × 400 metrów            | 3. miejsce | 3:22,37         |
| 2022 | Halowe mistrzostwa świata                                | Belgrad      | sztafeta 4 × 400 m                 | 1. miejsce | 3:30,91 (elim.) |

## Rekordy życiowe
- Bieg na 400 metrów – 51,02 (2021)